# Ampliación del Mercosur
Habiendo empezado como un Programa de Integración y Cooperación entre Argentina y Brasil, el Mercosur se ha ampliado para incluir a Uruguay y Paraguay en bloque integracionista mediante el Tratado de Asunción, y posteriormente a Venezuela. Siguiendo el ejemplo de integración de la Unión Europea, el Mercosur busca la integración de más Estados de la región para el estatus de estado miembro o asociado.

## Cronología
Pre-Mercosur
- El 30 de noviembre de 1985 los presidentes de Argentina y Brasil suscriben la Declaración de Foz de Iguazú, piedra basal del Mercosur. En 2004, Argentina y Brasil resolvieron conjuntamente que el 30 de noviembre se celebrara el Día de la Amistad argentino-brasileña.[1]
- El 29 de julio de 1986 se firma el Acta para la Integración Argentina-Brasileña. Mediante este instrumento se estableció el Programa de Integración y Cooperación entre Argentina y Brasil (PICAB) fundado en los principios de gradualidad, flexibilidad, simetría, equilibrio, tratamiento preferencial frente a terceros mercados, armonización progresiva de políticas y participación del sector empresario. El núcleo del PICAB fueron los protocolos sectoriales en sectores claves.
- El 6 de abril de 1988 se firma el Acta de Alvorada, mediante el cual Uruguay se suma al proceso de integración regional.
- El 29 de noviembre de 1988 se celebra el Tratado de Integración, Cooperación y Desarrollo. El Tratado fijó un plazo de 10 años para la remoción gradual de las asimetrías.
- El 6 de julio de 1990 se firmó el Acta de Buenos Aires, acelerando el cronograma de integración y fijando la fecha de 31 de diciembre de 1994 para conformar el mercado común.

Fundación
- El 26 de marzo de 1991, Argentina, Brasil, Paraguay y Uruguay firman el Tratado de Asunción, que adopta el nombre Mercosur, le da una estructura institucional básica y establece un área de libre comercio.

Ampliaciones
- Chile formaliza su asociación al Mercosur el 25 de junio de 1996, durante la X Reunión de Cumbre del Mercosur, en San Luis, Argentina, a través de la suscripción del Acuerdo de Complementación Económica Mercosur-Chile.
- Bolivia formalizó su adhesión como estado asociado en la XI Reunión de Cumbre del Mercosur, en Fortaleza (Brasil), el 17 de diciembre de 1996, mediante la suscripción del Acuerdo de Complementación Económica Mercosur-Bolivia.
- Perú formaliza su asociación al Mercosur en el 2003 por la suscripción del Acuerdo de Complementación Económica Mercosur-Perú (CMC N.º 39/03).
- Colombia, Ecuador y Venezuela formalizan su asociación al Mercosur el 2004 mediante la suscripción del Acuerdo de Complementación Económica Mercosur-Colombia, Ecuador y Venezuela (CMC N.º 59/04).
- Venezuela firma con el resto de los miembros del Mercosur el Protocolo de adhesión de Venezuela al Mercosur el 4 de julio de 2006.

Tras haber sido ratificado por los congresos de Argentina, Brasil y Uruguay y faltando únicamente la ratificación del congreso de Paraguay, Venezuela quedó en espera para acceder a ser miembro pleno, hasta que en el 28 de junio de 2012, cuando Paraguay fue suspendido por desacato al acuerdo democrático del bloque. La plena ratificación de Venezuela como miembro pleno se anunció el 29 de junio de 2012 por la presidenta del grupo, esto será un hecho formalizado realizado en Río de Janeiro, el 31 de julio de 2012 siendo la.primera ampliación del bloque tras su constitución en 1994. El 15 de agosto de 2013 el Mercosur levantó la suspensión a Paraguay, el 18 de diciembre de 2013 el Parlamento paraguayo ratifica el ingreso de Venezuela al bloque regional.

## Miembros
Son Estados-Partes:
- Argentina
- Bolivia
- Brasil
- Paraguay
- Uruguay
- Venezuela (suspendido)

Son Estados Asociados:
- Chile
- Perú
- Colombia
- Ecuador
- Guyana
- Surinam

Guyana y Surinam han firmado un acuerdo marco con el Mercosur en julio de 2013. Sin embargo, esta propuesta requiere la aprobación legislativa para ser válida.
La prensa calificó como países observadores, una condición que no existe en Mercosur, a Nueva Zelanda y México.

## Procesos para adhesión

### Bolivia
Bolivia planea ingresar al Mercosur sin renunciar a la Comunidad Andina. Tiene un 72 % de sus fronteras con el Mercosur y 1,2 millones de bolivianos viven en las naciones del grupo. El Mercosur es el destino del 55 % de las ventas de Bolivia al exterior, en particular del gas que consumen Brasil y Argentina. El ingreso de Bolivia al Mercosur también puede significar la consolidación de su salida al océano Atlántico por la hidrovía de los ríos Paraguay-Paraná. En la 48.ª Cumbre del Mercosur, celebrada en Brasilia, Bolivia se convirtió en el sexto miembro del Mercosur, pero según el reglamento su adhesión todavía queda ser ratificada por el parlamento de Brasil.

### México
México suscribe un acuerdo de complementación económica con el Mercosur en agosto de 2006. El presidente de México, Vicente Fox, expresó su deseo de que México se convirtiese en miembro pleno del bloque antes del fin de su mandato. Sin embargo, habiendo terminado ya el mandato de Fox, México aún no se ha convertido en estado asociado y no ha habido muchos avances en las negociaciones entre México y el Mercosur.
El ingreso de México presenta varios problemas, tanto para México como para el Mercosur. Principalmente, los numerosos acuerdos bilaterales con los que México está comprometido, en particular el Tratado de libre comercio de América del Norte, asociación comercial que concentra la mayor parte de sus transacciones comerciales.
El expresidente argentino Néstor Kirchner invitó en una gira al presidente Felipe Calderón a incorporar a México al Mercosur. De todas maneras, durante su gira por Sudamérica de 2009, el mandatario afirmó en Uruguay que México no contempla sumarse al Mercosur, especialmente por la limitante que significa el Arancel Externo Común de ese bloque en la relación que tiene el país con sus demás socios comerciales, especialmente Estados Unidos y Canadá. A pesar de ello, el presidente Calderón sostuvo que apoya una mayor integración tanto comercial como política en América Latina y que busca ser parte del esfuerzo integrativo del bloque sudamericano. En la última semana de octubre, el parlamentario del Mercosur, Alejandro Karlen de la Argentina propuso el inicio de una comisión o grupo para la elaboración del proceso de incorporación.

### Ecuador
El expresidente ecuatoriano, Rafael Correa, ha solicitado el ingreso de su país al bloque la cumbre de Montevideo en diciembre del 2011.
|                                       |                           |                                                                                 |
| Reunión de Mercosur en Caracas, 2005. | Reunión en Córdoba, 2006. | Hugo Chávez, Dilma Rousseff, José Mujica y Cristina Fernández en Brasilia, 2012 |